# Manduca diffissa
Manduca diffissa is een vlinder uit de familie van de pijlstaarten (Sphingidae). De wetenschappelijke naam van de soort werd in 1871 gepubliceerd door Arthur Gardiner Butler.

## Beschrijving

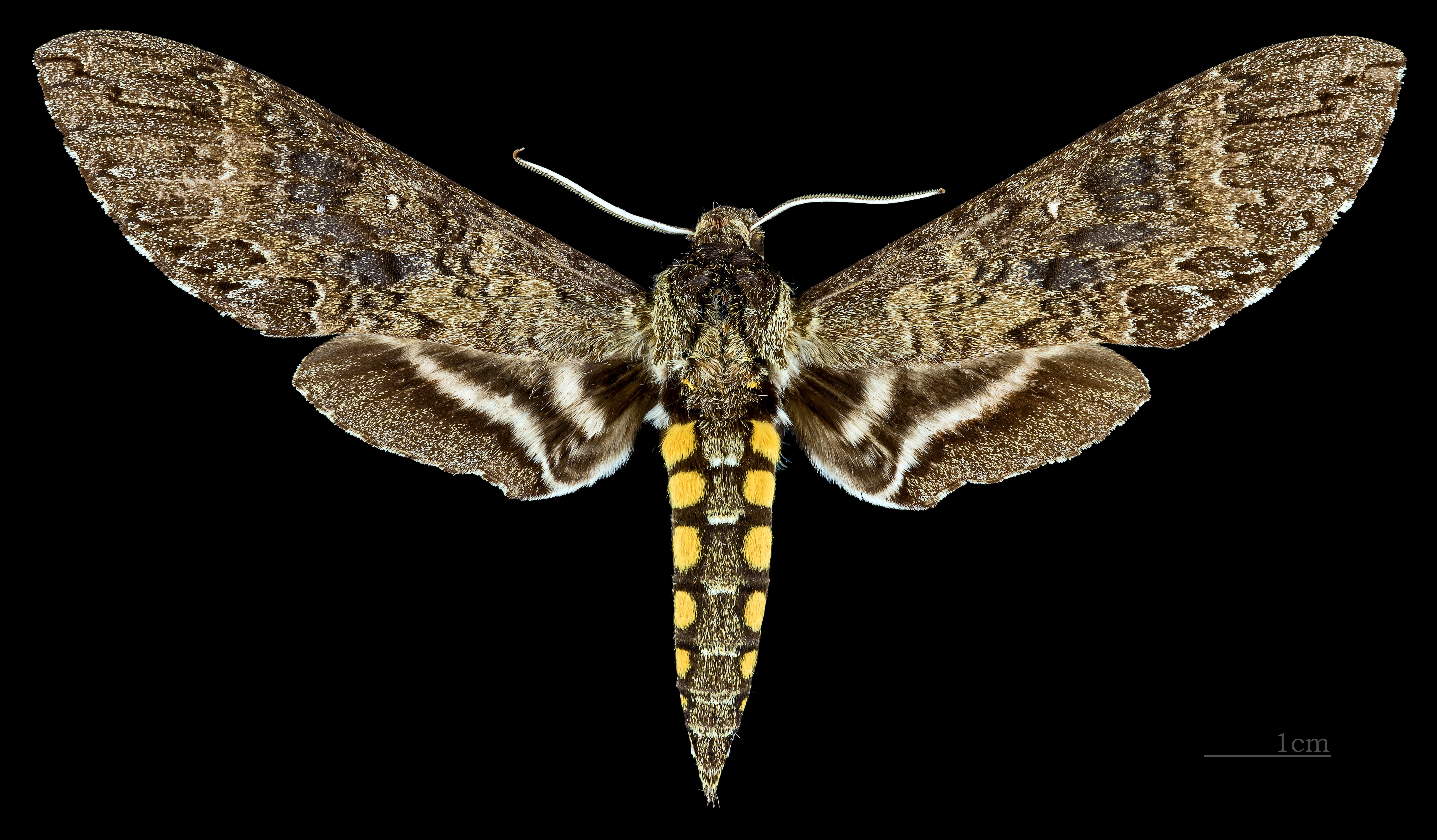
♂
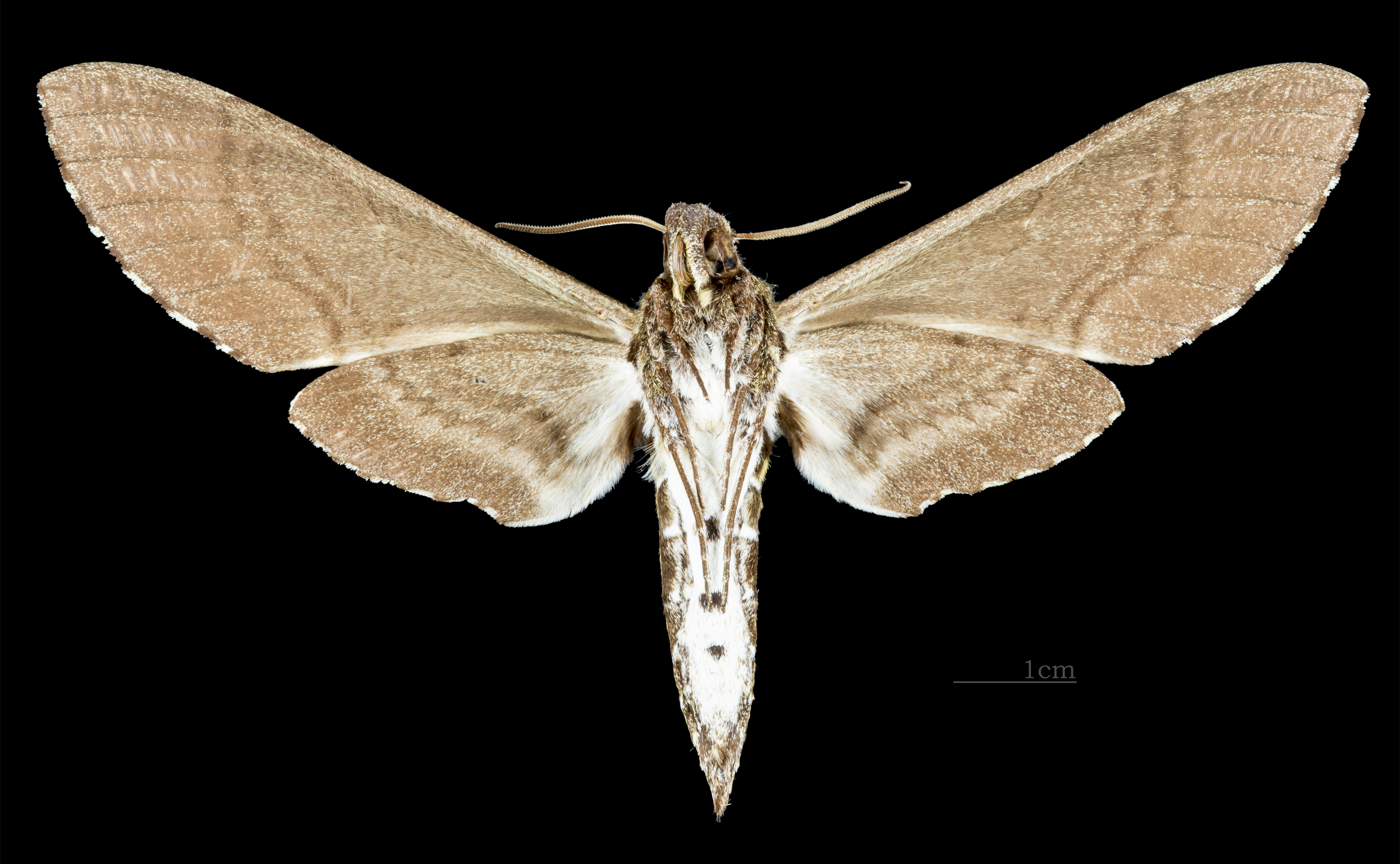
♂ △
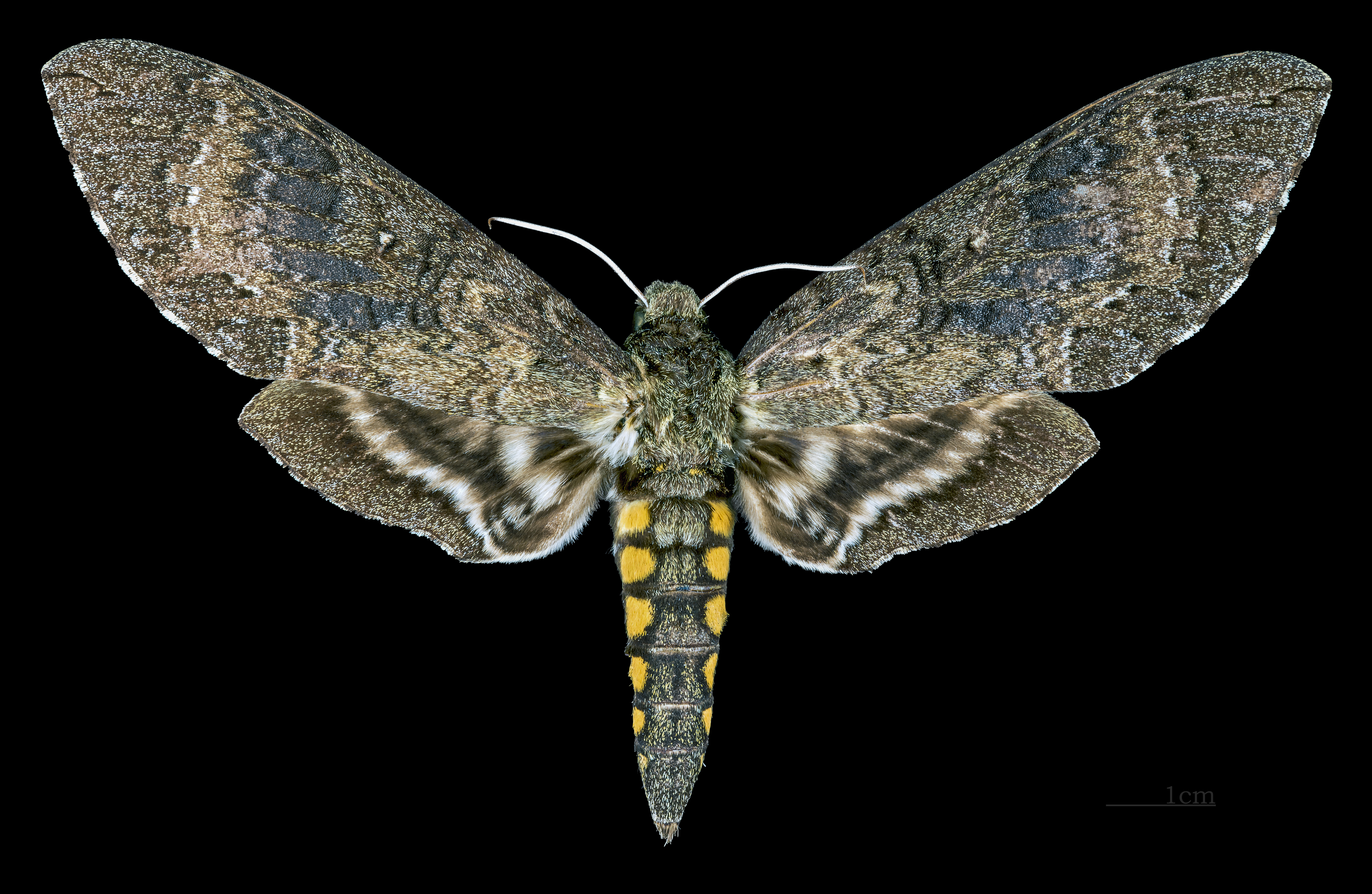
♀
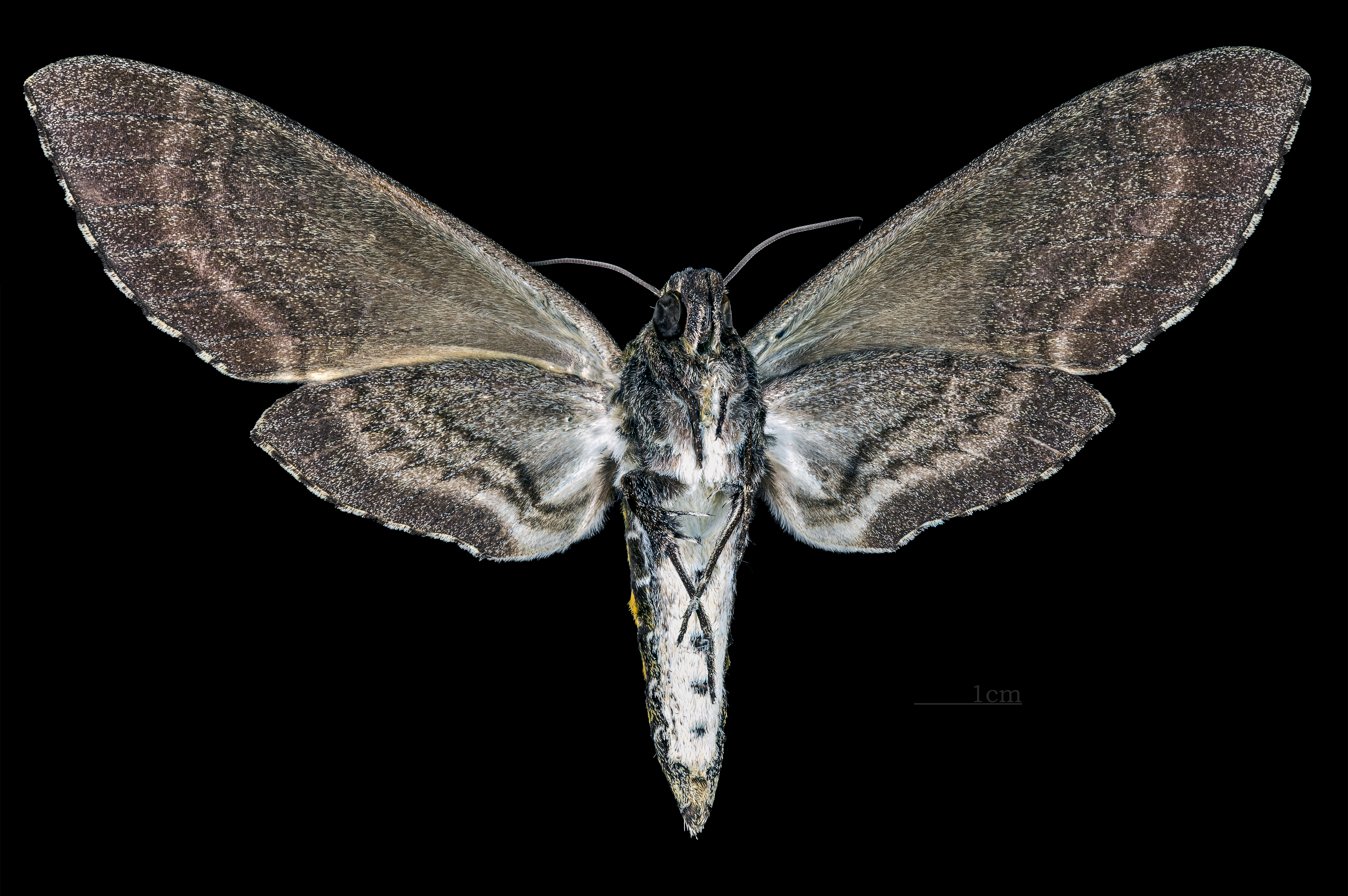
♀ △